# Amor a medianoche (película de 2018)
Amor a medianoche (Midnight Sun en inglés) es una película de drama romántico estadounidense dirigida por Scott Speer y escrita por Eric Kirsten, basada en la película de 2006 japonesa del mismo nombre. La película está protagonizada por Bella Thorne, Patrick Schwarzenegger, y Rob Riggle. La fotografía principal comenzó el 12 de octubre de 2015 en Vancouver.

## Argumento
Protegida desde la primera infancia, Katie Price vive con una sensibilidad potencialmente mortal a la luz solar causada por la rara condición genética, xeroderma pigmentosum (XP). Está confinada a su casa durante las horas del día y es cuidada por su padre (Jack) y su mejor amiga (Morgan). Katie sale de la casa todas las noches, una vez que se pone el sol. Una noche, su enamorado de toda la vida, Charlie, la nota mientras toca la guitarra en la estación de tren. Katie se va de repente y olvida su cuaderno, que Charlie guarda. Él regresa al día siguiente y se lo da a Katie cuando ella aparece para recuperarlo. Él le explica cómo se lastimó que le impidió obtener una beca para la Universidad de California, Berkeley antes de besarla.
Sin embargo, Katie aún no le ha contado a Charlie sobre su condición, a pesar de que su padre le advirtió que lo hiciera. Charlie lleva a Katie a pasar una noche en Seattle, donde van a un espectáculo en vivo, y Charlie hace que Katie toque una de sus canciones en una de las calles de la ciudad. Una vez en casa, van a nadar al lago y se secan al fuego en la playa. Charlie menciona ver el amanecer y Katie corre a casa con miedo. Charlie la recoge y la lleva rápidamente hasta allí, pero ella no llega a tiempo y se expone a la luz del sol solo por un par de segundos. Katie entra corriendo, mientras que Morgan y Jack vuelven a casa poco después. Charlie todavía está confundido en la puerta principal, y Morgan le explica la condición de Katie. Una vez que los médicos realizan algunas pruebas, llegan a la conclusión de que el cerebro de Katie se está contrayendo y es solo cuestión de tiempo antes de que muera.
Katie comienza a experimentar espasmos en su dedo, lo que le impide tocar la guitarra. También ignora los mensajes de Charlie ya que no quiere lastimarlo. Jack finalmente convence a Katie para que hable con Charlie, quien todavía quiere estar con Katie y no se preocupa por su condición. Katie va al encuentro de natación de Charlie con el entrenador de Berkeley, y pasan el rato en la casa con Morgan y Jack. Charlie saca a Katie una noche y la sorprende al reservar una sesión de grabación, donde ella canta una canción que ella escribió para él. Poco después, mientras pasa el rato en su casa, Charlie menciona que tiene que visitar el barco por última vez, que ha sido contratado para cuidar durante todo el verano. Katie, temiendo que vaya a morir, finalmente recuerda la vez que Charlie le dijo que deseaba que pudieran navegar juntos, y convence a Jack de que la deje ir con Charlie, a pesar de que sea durante el día. Katie navega con Charlie, siente la luz del sol y pasa sus últimos momentos con él, muriendo poco después.
Algún tiempo después, Charlie va a casa de Katie, donde se despide de Jack para perseguir sus sueños de nadar. Jack le dice a Charlie que Katie quería que él se quedara con el cuaderno. Más tarde, Charlie se pone en camino, donde escucha la canción de Katie en la radio y lee el sincero mensaje que Katie le escribió en el cuaderno. En la carta, Katie le dice a Charlie que esté atento a las cosas nuevas que se le avecinan y que mire hacia el cielo y recuerde siempre que lo ama.

## Reparto
- Bella Thorne como Katie Price.[3]
- Patrick Schwarzenegger como Charlie Reed.[3]
- Rob Riggle como Jack Price.[4]
- Quinn Shephard como Morgan.

## Producción
El 22 de junio de 2015, fue anunciado que Scott Speer dirigiría una película romántica juvenil llamada Midnight Sun basada en el guion por Eric Kirsten, el cual protagonizaría Patrick Schwarzenegger como Charlie y Bella Thorne como Katie. Boies / Schiller Film Group financiaría la película basada en la película japonesa del 2006 del mismo nombre. John Rickard y Zack Schiller producirían la película. El 9 de octubre de 2015, Rob Riggle se unió a la película para interpretar al padre de Katie, Jack.
La fotografía principal de la película comenzó el 12 de octubre de 2015 en Vancouver, Columbia Británica.

## Recepción
Midnight Sun recibió reseñas mixtas a negativas de parte de la crítica y mixtas de parte de la audiencia. En la página web Rotten Tomatoes, la película obtuvo una aprobación de 18%, basada en 50 reseñas, con una calificación de 4.0/10, mientras que de parte de la audiencia tuvo una aprobación de 50%, basada en 798 votos, con una calificación de 3.1/5.
Metacritic le dio a la película una puntuación 38 de 100, basada en 14 reseñas, indicando "reseñas generalmente desfavorables". Las audiencias encuestadas por CinemaScore le han dado a la película una "A-" en una escala de A+ a F, mientras que en el sitio web IMDb los usuarios le han dado una calificación de 6.3/10, sobre la base de 2213 votos. En la página FilmAffinity tiene una calificación de 6.0/10, basada en 13 votos.